# Parque nacional de Guadalupe
El Parque Nacional de Guadalupe (en francés Parc National de la Guadeloupe) es un parque nacional ubicado en la isla de Basse-Terre, que constituye la mitad sur de la isla de Guadalupe, un Departamento de ultramar de Francia.
Fue fundado en 1970, tiene una superficie de 17 300 ha y ofrece, como atractivo principal, el complejo volcánico activo de La Soufrière.

## Sitios de interés
El parque contiene las joyas más vistosas de la isla. Además del espectacular La Soufrière, pueden visitarse Les Deux Mamelles (extrañas espinas volcánicas de forma regular), Les Chutes du Carbet y numerosos lugares de pícnic (como La Rivière Corossol o Bras David, de vegetación lujuriante).
Pueden visitarse el salto de agua La Cascade y la antigua construcción de La Maison de la Forêt. La aldea de Le Morne à Louis (a 743 m de altitud) ofrece una bella panorámica del parque.

## Ecoturismo

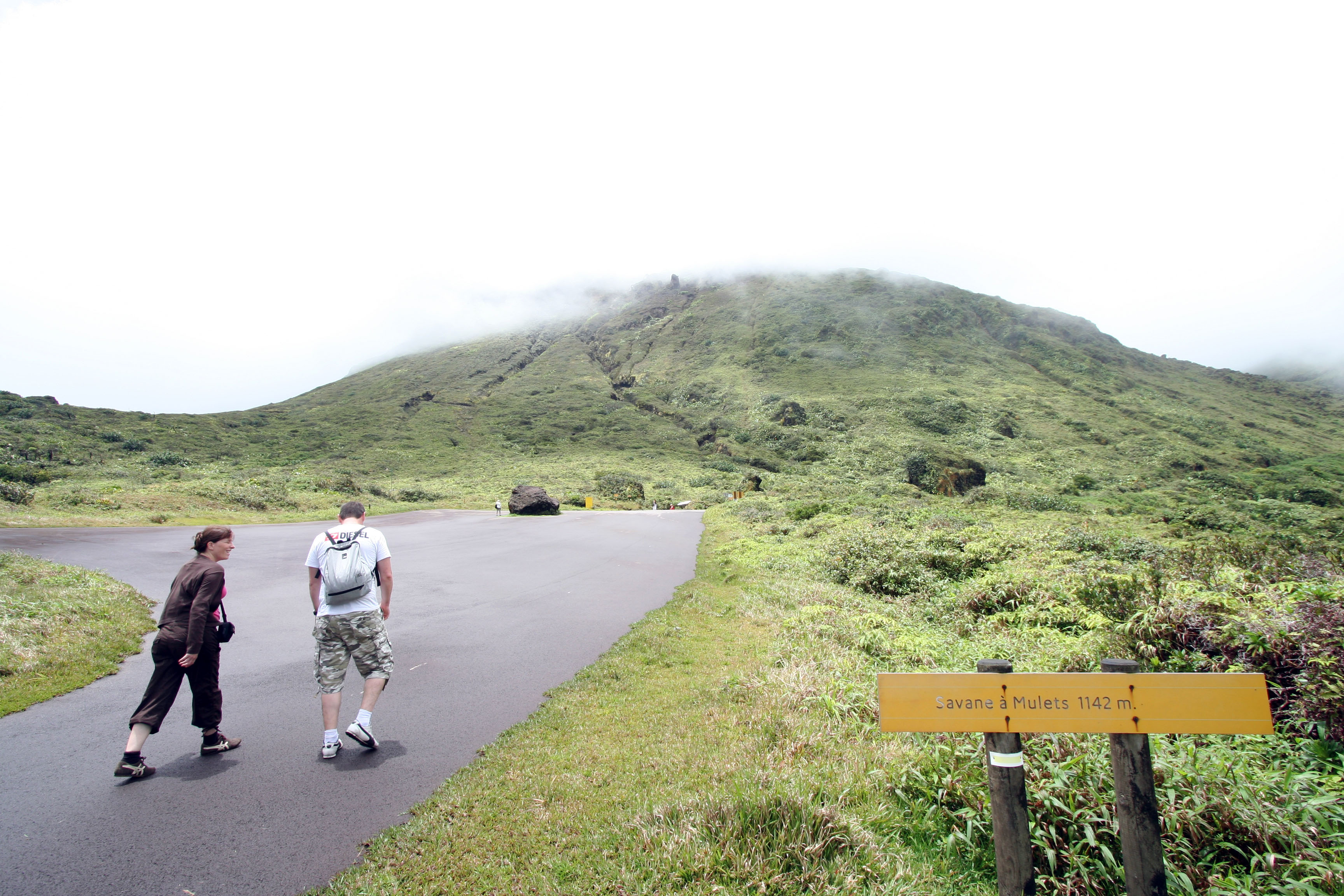
Turistas en el parque.

El parque ofrece numerosas opciones para apreciar la biodiversidad de la región: caminatas, paseos embarcados, avistaje de fauna, identificación de especies amenazadas, buceo, recorridas por los manglares, etc.

## La Soufrière

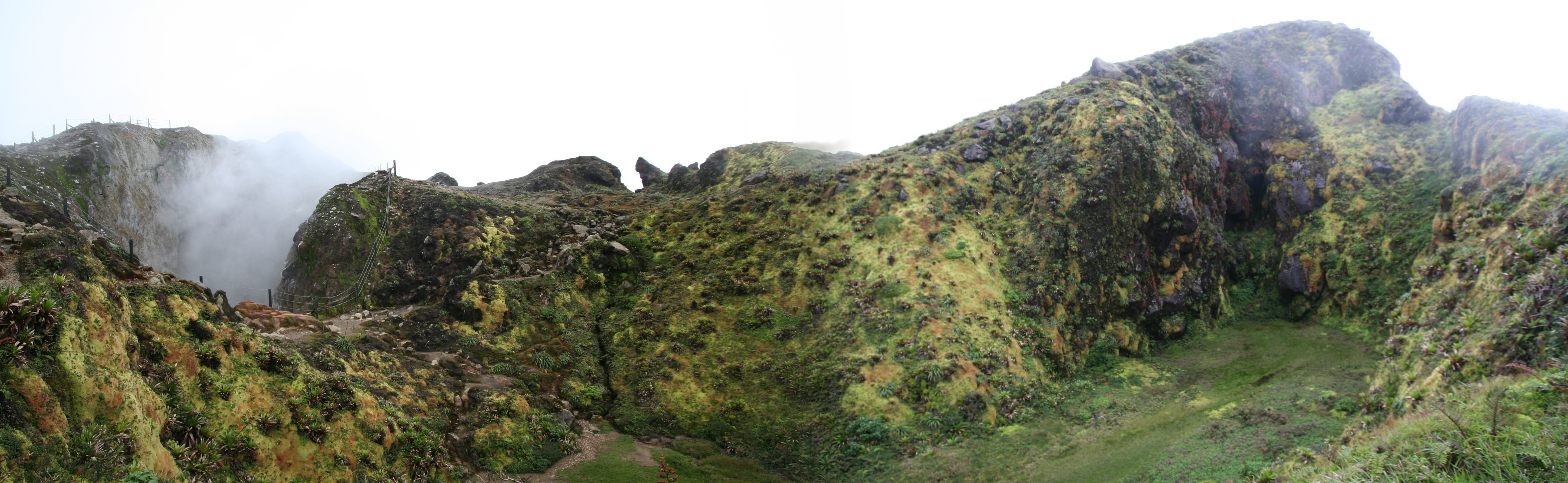
El cráter del volcán, emanando fumarolas.

Si se desea visitar el atractivo estrella del parque nacional de Guadalupe, es necesario proveerse de calzado adecuado (no se permite ir descalzo ni con sandalias) y ropa de lluvia.
La Soufrière representa el único volcán activo de la isla, su punto más alto y el punto culminante de todas las Antillas Menores. Mide 1.476 m de altura.
A pesar de que el domo de lava ya no está presente, los numerosos cráteres de La Soufrière, las fumarolas y las fuentes de agua hirviendo le confieren un gran atractivo. El cráter sur es, actualmente, uno de los sitios más interesantes de visitar.
Varios caminos perfectamente señalizados conducen a la cumbre del volcán.
Partiendo de Pas du Roy, el trayecto hasta la cima dura aproximadamente 1 h 15 min. Se llega al punto de partida por la ruta D11, 5 km a partir de Saint-Claude.

## Seguridad
Es necesario, para la seguridad del viajero, prestar atención a los carteles que indican emanaciones gaseosas, ya que muchas de ellas consisten en ácidos clorhídrico y sulfhídrico. Todas ellas están bien indicadas y protegidas por barreras que está terminantemente prohibido atravesar.